# David Cornell
David Joseph Cornell (Gorseinon, 28 marzo 1991) è un calciatore gallese, portiere del Preston N.E.

## Palmarès

### Club

#### Competizioni nazionali
- Coppa di Lega inglese: 1

Swansea City: 2012-2013